# 沈下橋

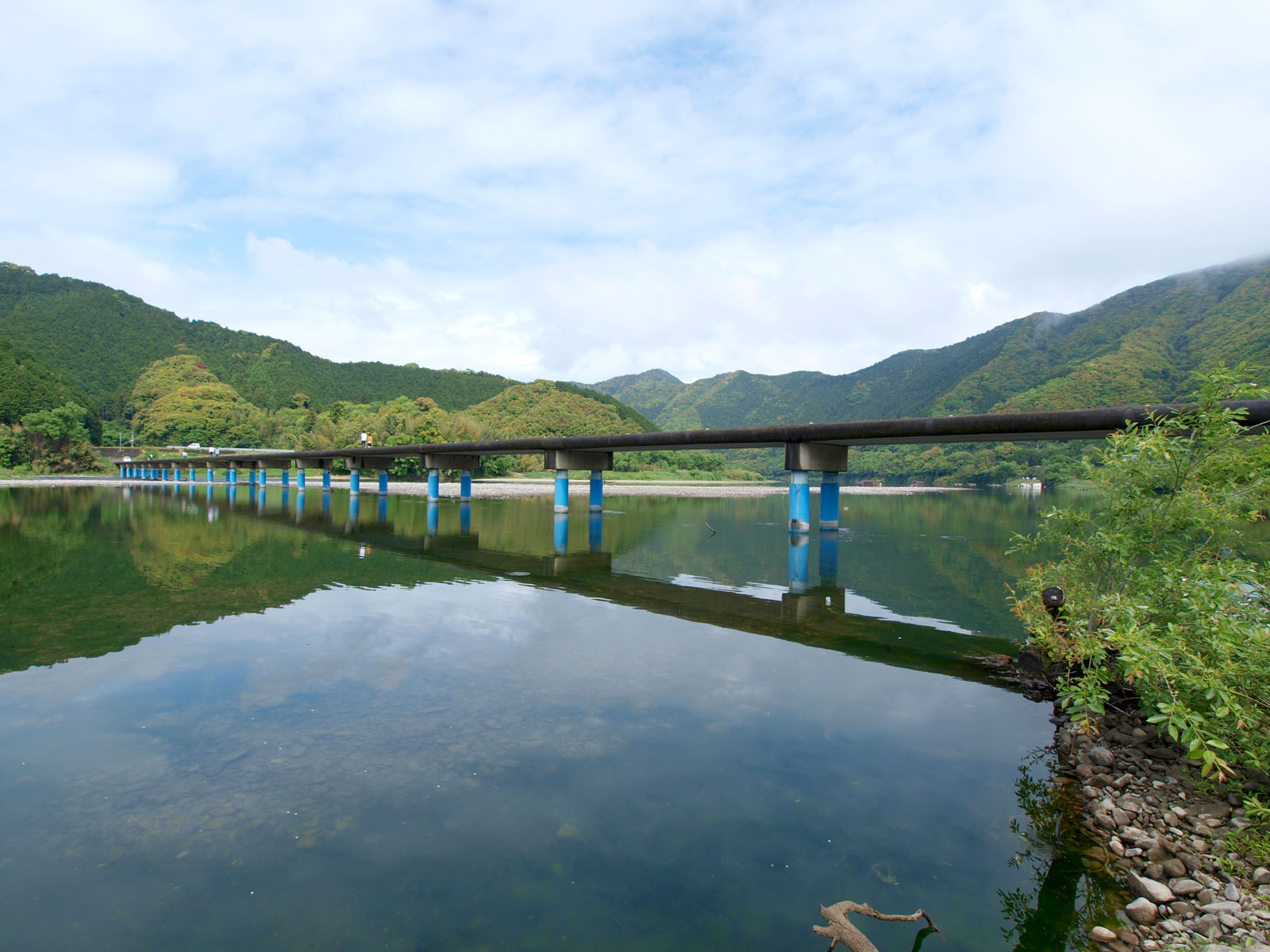
佐田沈下橋（高知県・四万十川）、2009年

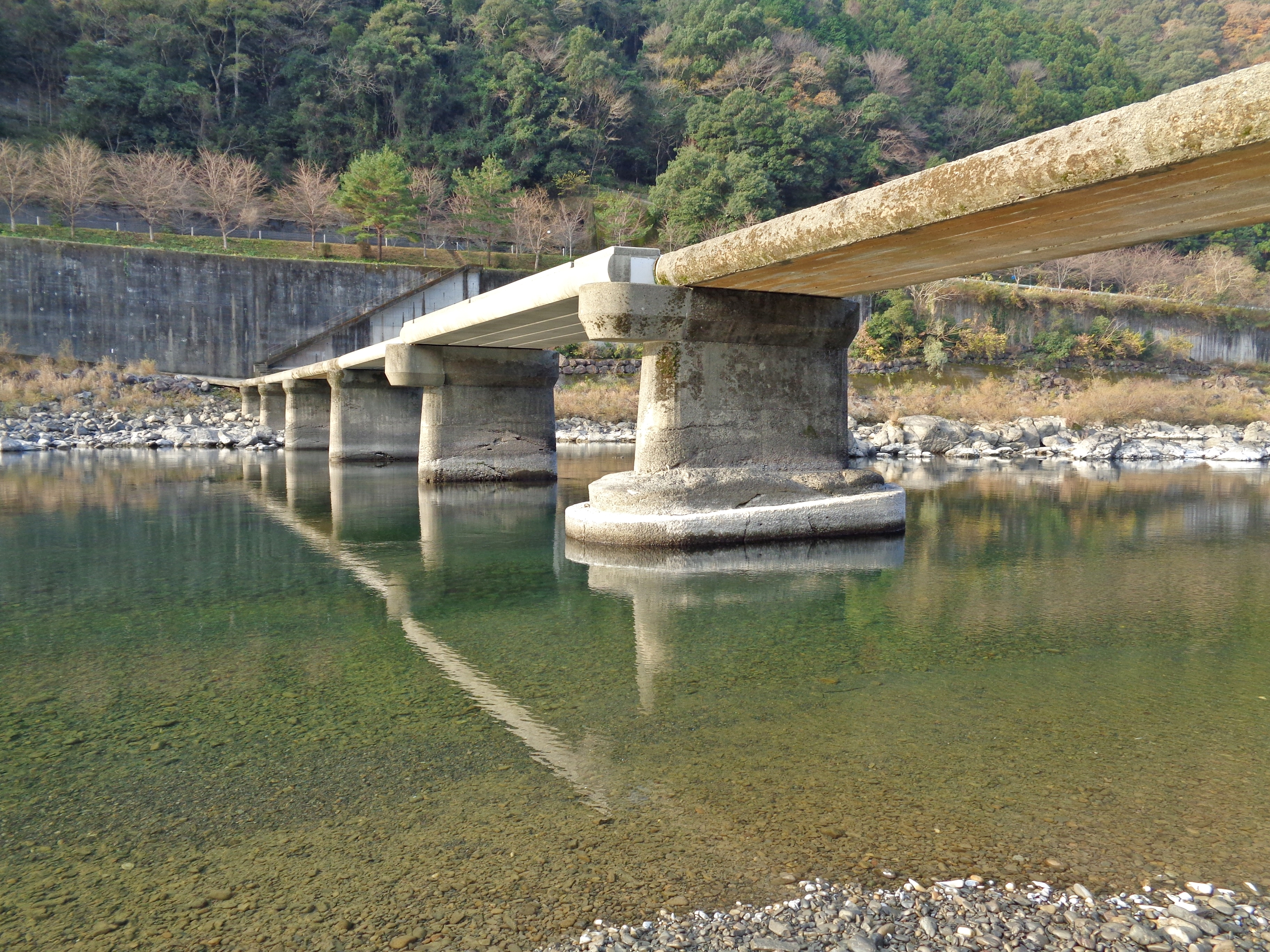
長生沈下橋の橋桁（四万十川）

沈下橋（ちんかばし、ちんかきょう）は、河川を渡る橋の一種である。堤外地に設けられる橋で洪水時には橋面が水面下になる橋をいう。

## 名称
沈下橋という名称が広く知られるが、河川行政用語としては「潜水橋」が公式の名称である。
地方により、潜没橋、潜流橋、沈み橋、潜り橋、冠水橋、地獄橋などとも呼称される。
| 呼称   | 読み                     | 主な地域                 |
| ------ | ------------------------ | ------------------------ |
| 潜水橋 | せんすいきょう           | 全国、基準類における表現 |
| 潜り橋 | もぐりばし               | 全国                     |
| 冠水橋 | かんすいきょう           | 関東（例：荒川）         |
| 地獄橋 | じごくばし               | 関東（例：久慈川）       |
| 沈下橋 | ちんかばし、ちんかきょう | 高知県（例：四万十川）   |
| 潜没橋 | せんぼつきょう           | 京都府                   |
| 流れ橋 | ながればし               | 岡山県（例：旭川）       |
| 沈み橋 | しずみばし               | 九州                     |
| 親水橋 | しんすいきょう           | 近年各地で               |

## 概要

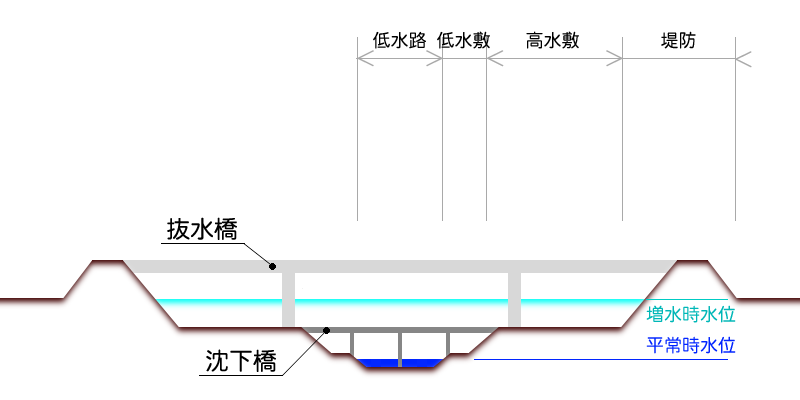
沈下橋・潜水橋の模式図

沈下橋は、低水路・低水敷と呼ばれる普段水が流れているところだけに架橋され、また床板も河川敷・高水敷の土地と同じ程度の高さとなっていて、低水位の状態では橋として使えるものの増水時には水面下に沈んでしまう橋のことをいう。なお、通常の橋は、「沈下橋」の対語としては「永久橋」「抜水橋」などと呼ばれ、橋の床板は、増水時などの高水位状態下でも沈まない高さに設けられており、増水時にも橋としての使用に耐えうる。
沈下橋は、低い位置に架橋されることや、架橋長が短くできることから、低廉な費用で速やかに作ることができるというメリットを持ち、災害で橋が崩落した場合に仮設橋として建設する例もある 。反面、増水時には橋として機能しなくなるという欠点を持つ。橋の両岸で高低差が大きい場合には、一方が通行可能でも対岸側は水没している可能性もある。
沈下橋の特徴として、橋の上に欄干がないか、あってもかなり低いもの・増水時に取り外し可能な簡易的なものしか付いていないことがあげられる。これは、増水時の橋が水面下に没した際に流木や土砂が橋桁に引っかかり橋が破壊されたり、川の水がせき止められ洪水になることを防ぐためである。また、壊れても再建が簡単で費用が安いという利点もあり、実際に流されることを前提としている例もあり、これらは「流れ橋」などと呼ぶ場合がある。増水時に流木などが橋脚・橋桁を直撃して損害を与えることを防ぐために、上流側に斜めに傾けた丸太・鉄骨などの流木避けが設置されているケースもある。

かつて架橋技術が未熟であった時代は、洪水でも壊れない橋を造ることが難しかったため、あえて増水時に沈む高さで橋を造って流木などが橋の上を流れていきやすいように工夫されたものである。

## 日本の沈下橋

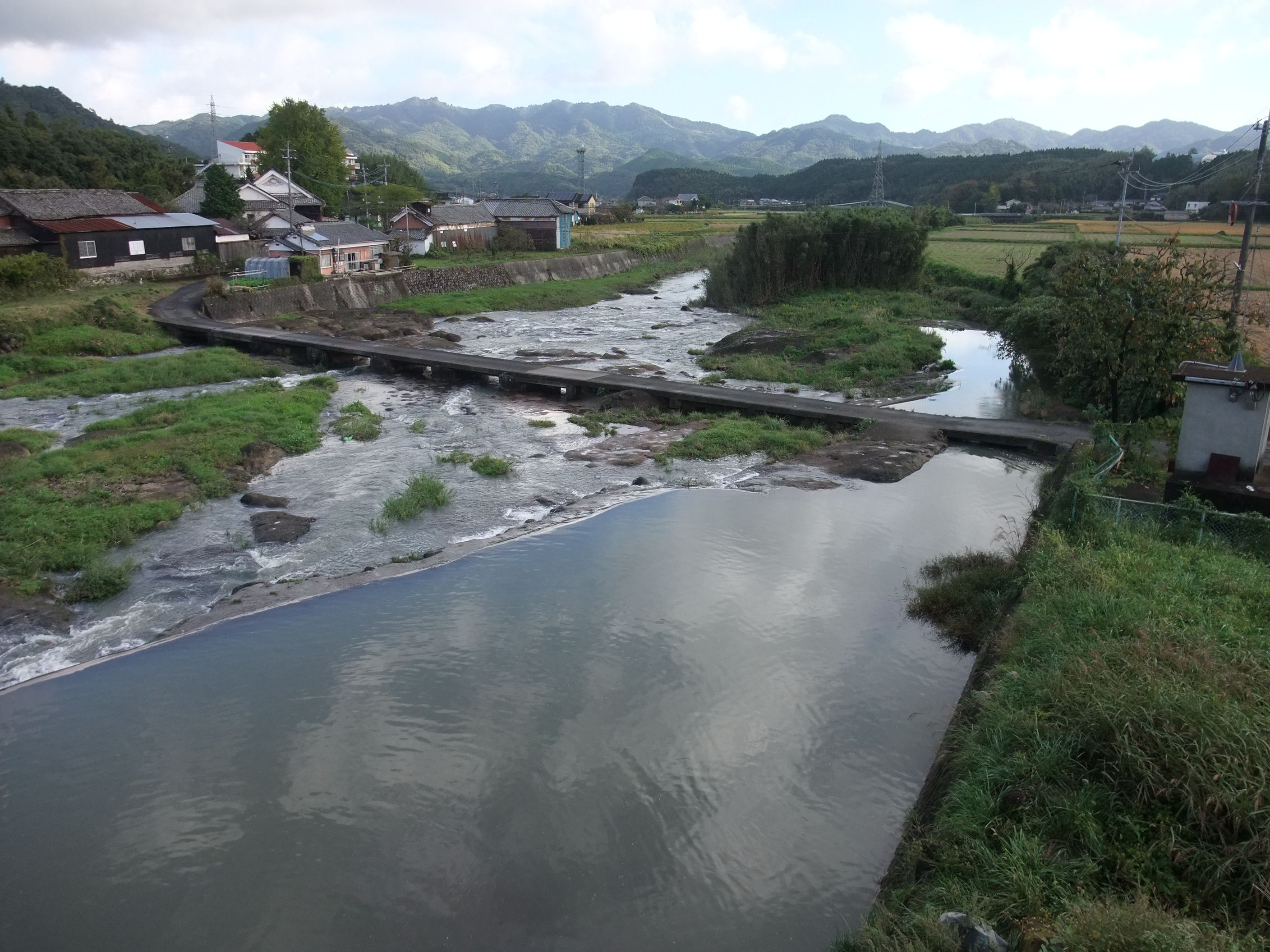
龍頭橋（大分県・八坂川、2011年） - 日本で現存最古の沈下橋。

その構造から建設費が安く抑えられるため山間部や過疎地などの比較的交通量の少ない地域で生活道路として多く作られ、台風などの豪雨に度々見舞われる西日本の各地で多くみられた。架橋技術が進歩するにつれ、現在では山間部でも広い道路や本格的な橋が造られること、また慣れているはずの地元住民といえども転落事故が絶えないことから、永久橋に架け替えられてゆき徐々に姿を消しつつある。一方、沈下橋を河川の文化的景観、技術的遺産、観光資源として保存する動きもあり、例として龍頭橋（大分県）の土木学会選奨土木遺産認定や、四万十川流域（高知県）の重要文化的景観選定などが挙げられる。
1999年の高知県による調査によれば全国の一級河川及び支流には合計410か所の沈下橋があり、都道府県別に見ると、高知県（69か所）、大分県（68か所）、徳島県（56か所）、宮崎県（42か所）の順で多い。一級水系以外も含めると、大分県では、合計212か所の沈下橋が確認されている（2007年8月6日現在）。
調査によって確認されたもののうちで日本最古の沈下橋は、1876年(明治9年)に大分県杵築市の八坂川に架けられた永世橋（ながせばし）であるが、この橋は2004年9月29日に台風21号による増水で流失した。現存する日本で最古の沈下橋は、1912年(明治45年)に同じく八坂川に架けられた龍頭橋である。

### 各地の沈下橋

#### 関東地方
茨城県

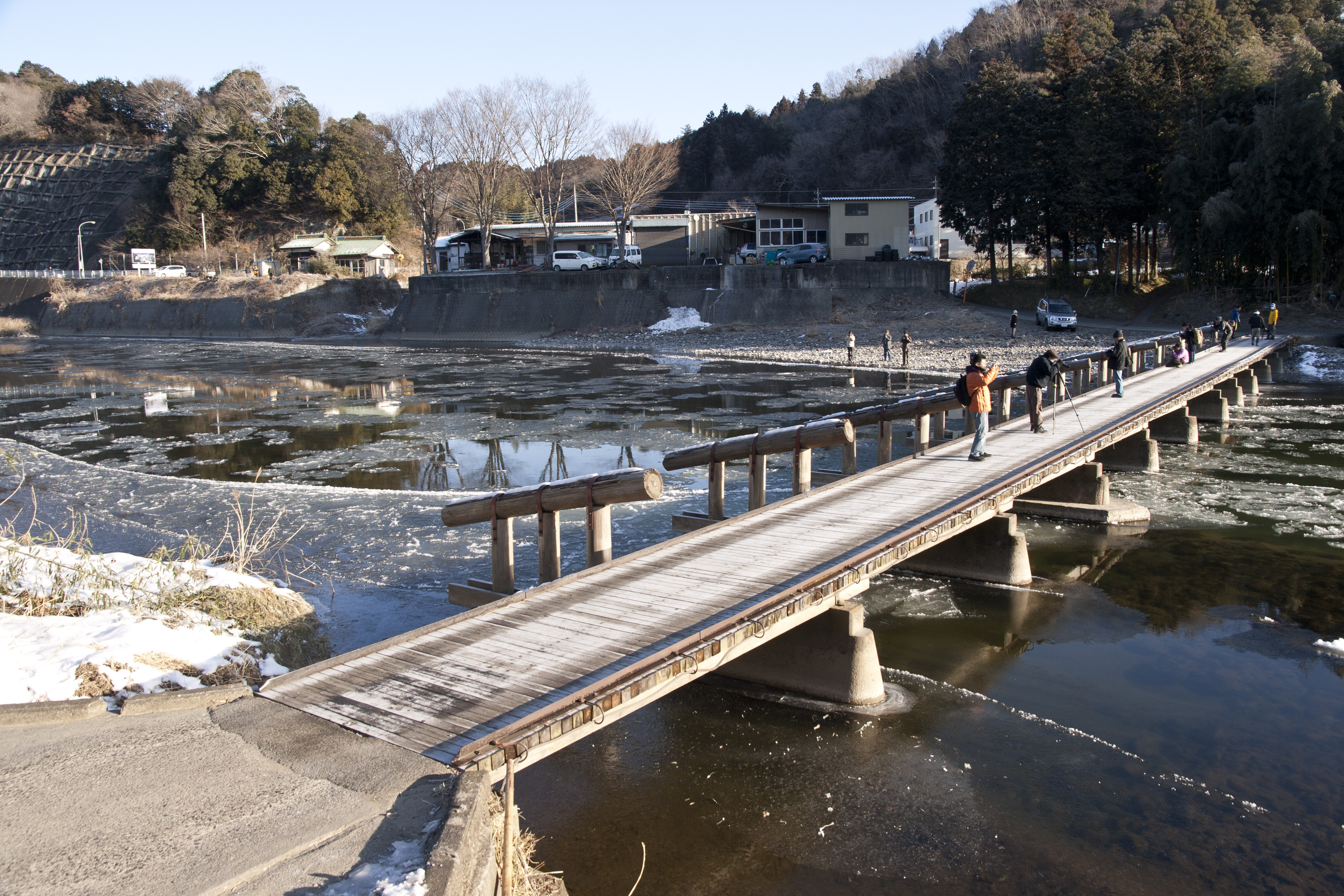
久野瀬橋（茨城県・久慈川、2018年）

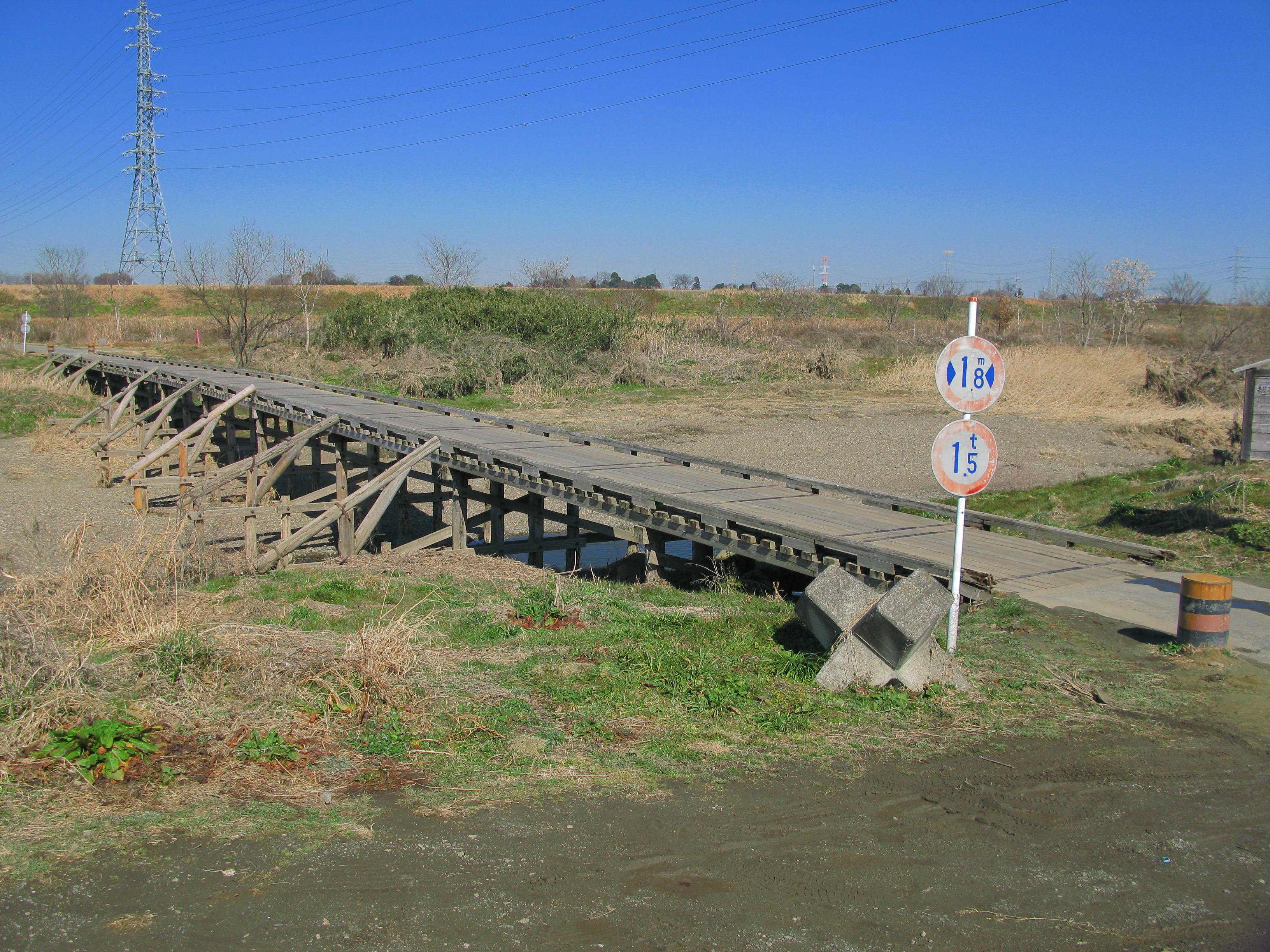
島田橋（埼玉県・越辺川、2011年） - 木橋（桁下部に鋼材使用）。木組みの流木避け。

茨城県の久慈川水系や小貝川水系には、いくつかの沈下橋が2008年現在も存在している。
久慈川水系には、大子町南田気 - 久野瀬を結ぶ久野瀬橋、常陸大宮市盛金にある平山橋、常陸太田市下河合町 - 那珂市額田東郷にある落合橋などがある。この地方では「地獄橋」と表現されている。
小貝川水系の沈下橋は、つくばみらい市下小目 - 同市平沼を結ぶ小目沼橋など古くからの構造を留める木橋もあるものの、常総市水海道川又町内を横切る川を渡る川又橋や、常総市箕輪町 - つくばみらい市福岡を結ぶ常総橋など、比較的新しい重量鉄骨によるものも存在する。小目沼橋は流れ橋で、茨城県が主催する「いばらきフィルムコミッション」や、「つくばみらいフィルムコミッション」でロケ地として挙げられている。川又橋・常総橋などは流されることは想定していない沈下橋である。 
ただし数は減りつつある。かつて常総市淵頭町 - つくばみらい市北袋を結んでいた小貝川の水和橋は「いばらきフィルムコミッション」のロケ地リストに入っていたが、2006年6月の増水の際に、橋桁が流されただけにとどまらず木製の橋脚が損害を受け、国土交通省が橋脚の補修に難色を示したことから廃橋とされた。
埼玉県
埼玉県の荒川水系にも比較的多く存在しており（荒川水系に22橋、荒川本流に6橋、2002年調査）、冠水橋（かんすいきょう）と呼ばれている。流木避けが設置されているケースも多い。
荒川本流には樋詰橋や高尾橋などがあり、いずれも昭和初期に行われた河川改修（直線化）の結果、右岸側に飛地化した農地等を結んでいる。
荒川支流には島田橋（越辺川）や流川橋（市野川）などの木橋も数橋あり、島田橋は映画やNHK大河ドラマなどで撮影に使用されている。
久下橋（荒川）の冠水橋は新橋の架橋により撤去され、長楽落合橋（都幾川）は補修が行われず廃橋とされている。
群馬県
群馬県板倉町を流れる谷田川には木造の通り前橋があり、重要文化的景観「利根川・渡良瀬川合流域の水場景観」の構成要素となっているが、老朽化と平成27年9月関東・東北豪雨での損傷により通行禁止となっている。

#### 中部地方
岐阜県

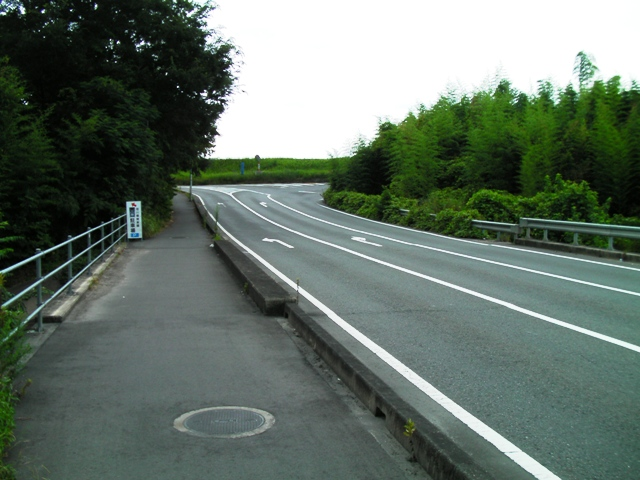
もぐり橋（岐阜県・木曽川（北派川） - 河川敷側（各務原市）より堤防側（羽島郡笠松町）へ

岐阜県各務原市の木曽川の分流の北派川は、乗越堤（越流堤）で締め切られており平常時は木曽川からの水流が無く、合流する新境川の水流（川幅は十数m）のみである。この新境川の水流部分に県道93号川島三輪線（県道180号松原芋島線と重複）のもぐり橋、県道114号一宮各務原線の中屋橋（老朽化により車両通行止）、堤外地集落の弥平島集落を結ぶ市道の橋（弥平島橋）がある。もぐり橋は愛知県と岐阜県を結ぶルートの一部となっており、交通量も多い。

#### 関西地方
奈良県

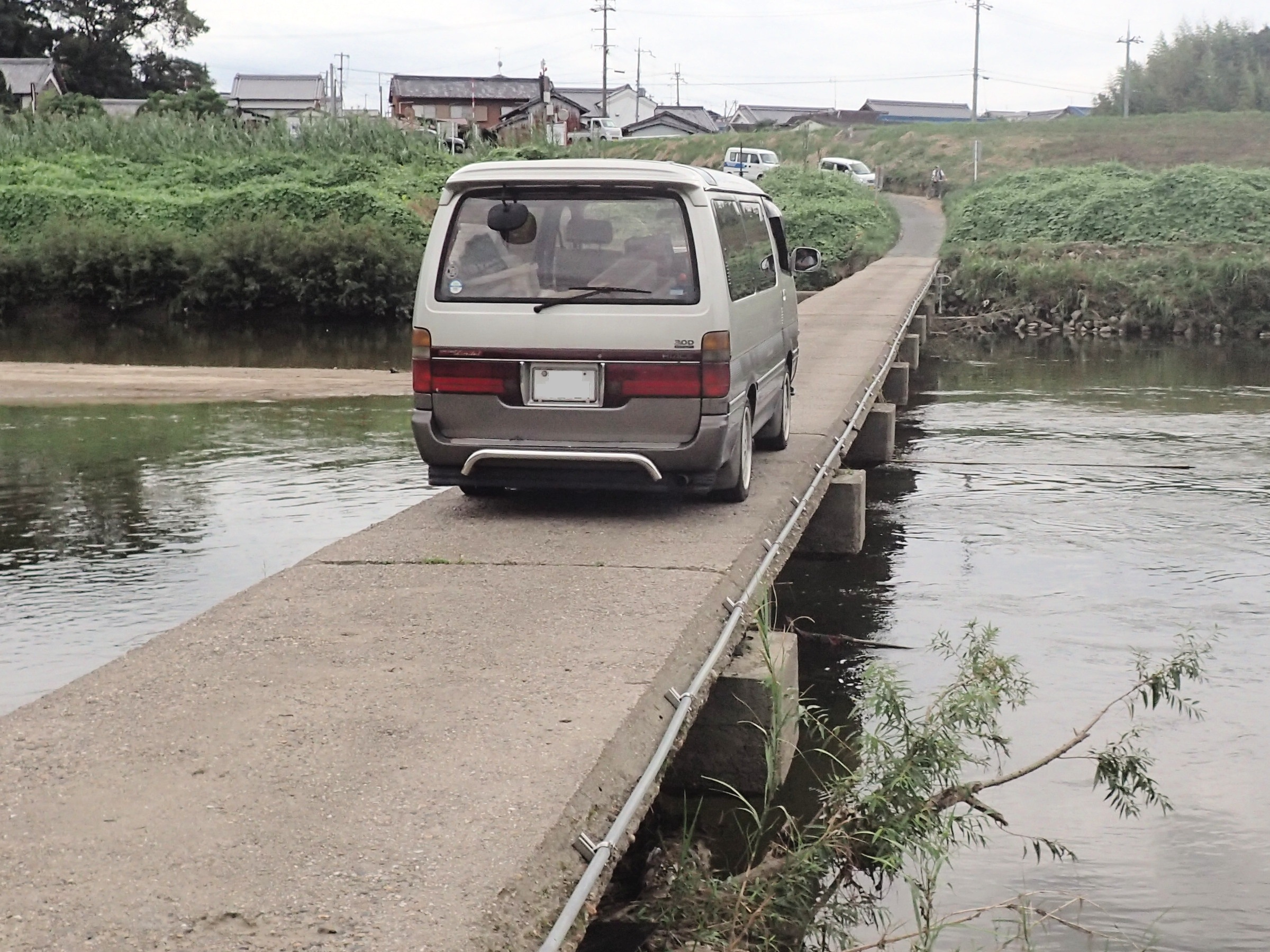
大城橋（奈良県・大和川、2015年） - 対岸で対向車が通過を待つ

大和川下流域の生駒郡斑鳩町と北葛城郡河合町の間に、大和川唯一の沈下橋（現地での表記は「潜水橋」）である大城橋が存在する。幅員2ｍほどの橋で欄干は一切ないが、普通自動車も通行する。また、一方通行ではないため、堤防から橋に進入する際には、対向車が来ていないことを確認する必要がある。通行量は比較的多い。これは、上流側は奈良県道5号大和高田斑鳩線の新御幸橋まで、下流側は国道25号の昭和橋まで道路橋がなく、どちらの橋も交通量が多く、前後に信号交差点が多いため、斑鳩町〜河合町を移動する際の最短ルートとなっているためと考えられる。
飛鳥川源流域となる奥飛鳥には複数の沈下橋と、架橋技術が未発達だった時代の飛石が複数残る。
三重県
櫛田川・名張川・雲出川などにはいくつかの沈下橋が存在する。特に、名張市では市街中心部を取り囲むように流れている名張川に、大屋戸潜水橋、朝日町潜水橋、宮橋潜水橋が架橋、支流の宇陀川にも数橋存在する。
京都府
桂川の源流域は京都市で唯一のスキー場である京都広河原スキー場があるなど豪雪地帯であり、周囲の山では北山杉林業が営まれていることから、春先の雪解け時期には流木を含む増水が発生するため、鉄骨で補強された沈下橋が敷設されている。また、南山城地域には笠置駅と大河原駅の近くに木津川を渡す沈下橋が各一本存在する。これらはコンクリート製で、橋脚の断面が水流を掻き分けるように三角形（反対側は半円形）をしている部分が見て取れる。
兵庫県
三木市を流れる志染川にはいくつかのコンクリート製の沈下橋が点在する。

#### 中国地方
広島県

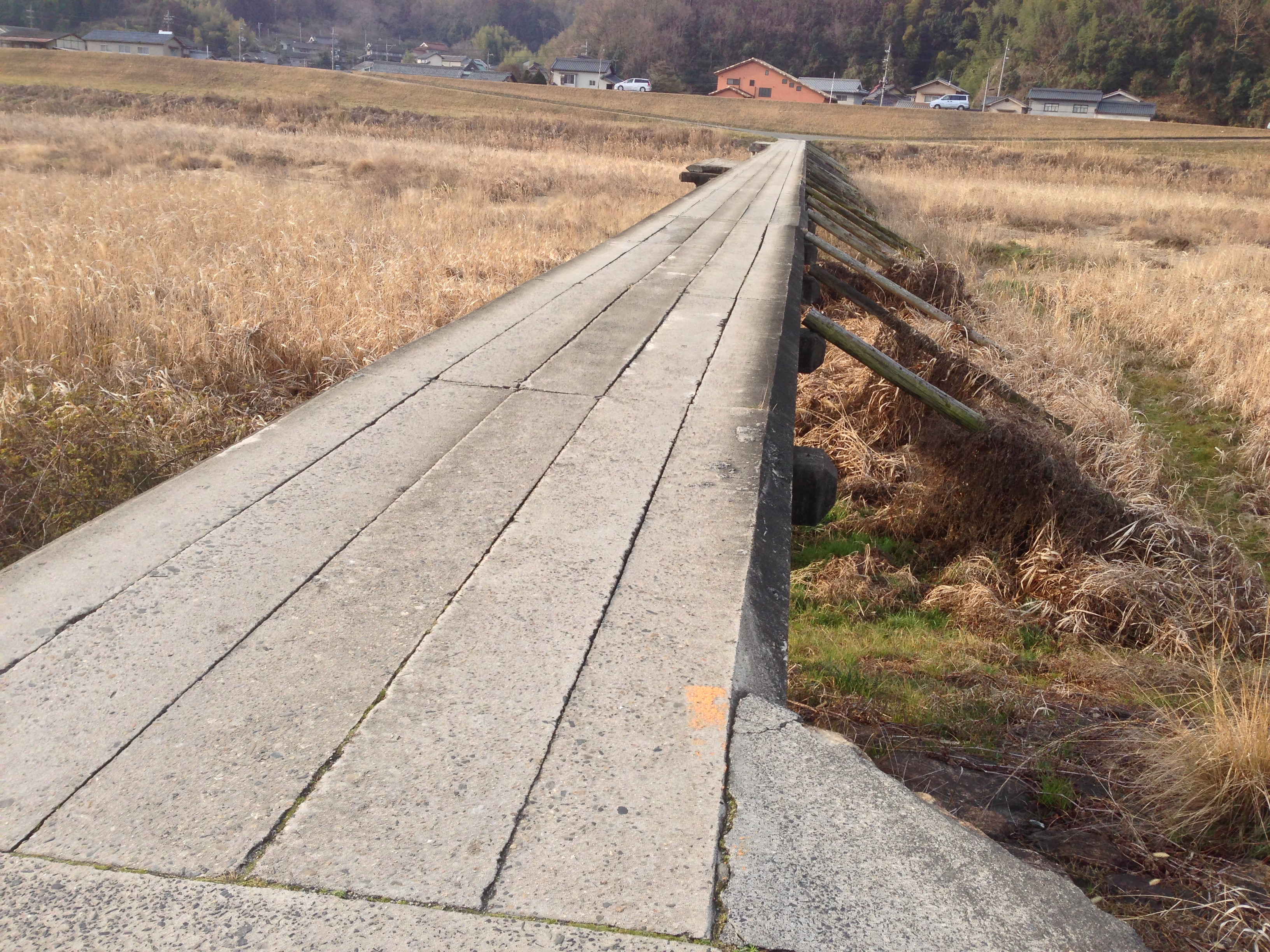
鴫谷橋（広島県府中市・芦田川、2013年）木組みの流木避け。

県東部芦田川の中流に沈下橋が存在する。かつて、最上流の府中市父石町の落合大橋から、最下流に位置する福山市御幸町の芦田川ゴルフクラブに架橋されていた羽賀橋まで沈下橋計8橋（府中市2橋、福山市6橋）があった。橋脚の上に細長いコンクリートパネルを3つ（下郷橋、谷橋）、4つ（下山守橋、本泉寺橋、羽賀橋）または5つ（近田橋、鴫谷橋）縦に並べた構造となっており、落合大橋は長方形のコンクリート1枚板を縦に並べた構造であった。流木避けが設置されている沈下橋もあった。平成30年7月豪雨で芦田川に8橋あった沈下橋のうち、福山市の下郷橋（駅家町）を除く計7橋が被災・流失した。福山市の壊れた5橋のうち2橋の近田橋（駅家町）は2021年5月28日に、下山守橋（駅家町）は2021年6月14日に復旧工事が完了し、2021年7月1日に2橋とも開通した。下山守橋はその後、2021年8月の大雨で再び流失、再び復旧工事を進め、2023年2月28日に再び開通した。撤去決定していた福山市の3橋の谷橋（駅家町）は2021年4月6日に、羽賀橋（御幸町）は2021年5月21日に、本泉寺橋（新市町）は2022年3月18日に、撤去完了した。府中市の2橋は、落合大橋（父石町）は撤去済み、鴫谷橋（栗柄町・中須町）は流失した状態で残されているが撤去する考えとなっており、2橋とも復旧されない。2023年2月現在、芦田川で通行できる沈下橋は、福山市駅家町の3橋（近田橋、下郷橋、下山守橋）のみとなっている。
広島県安芸太田町穴にある程原橋は太田川流域における唯一の沈下橋である。コンクリート製で、鋼製の流木避けが設置されている。バイクでの通行は可能であるが、車両の通行は不可。

#### 四国地方
徳島県

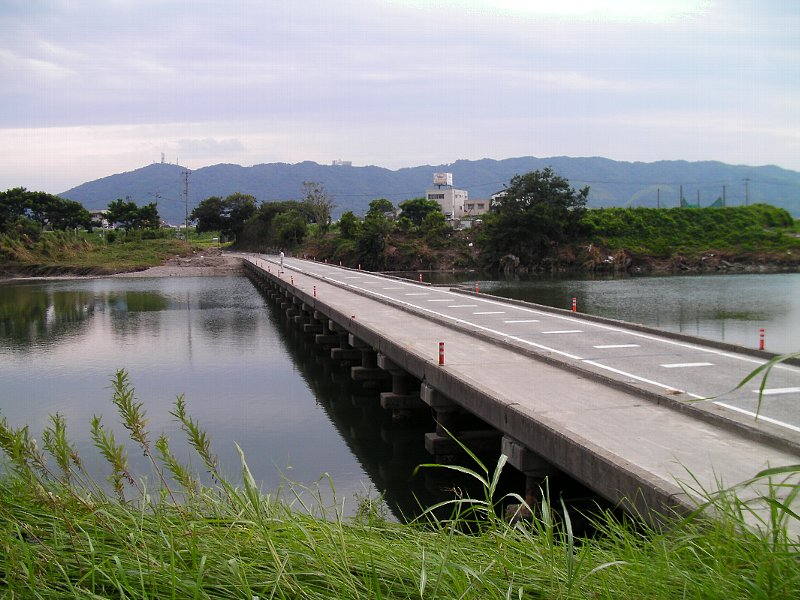
弁天橋潜水橋（徳島県・鮎喰川、2009年） - 歩道と車道が分離。

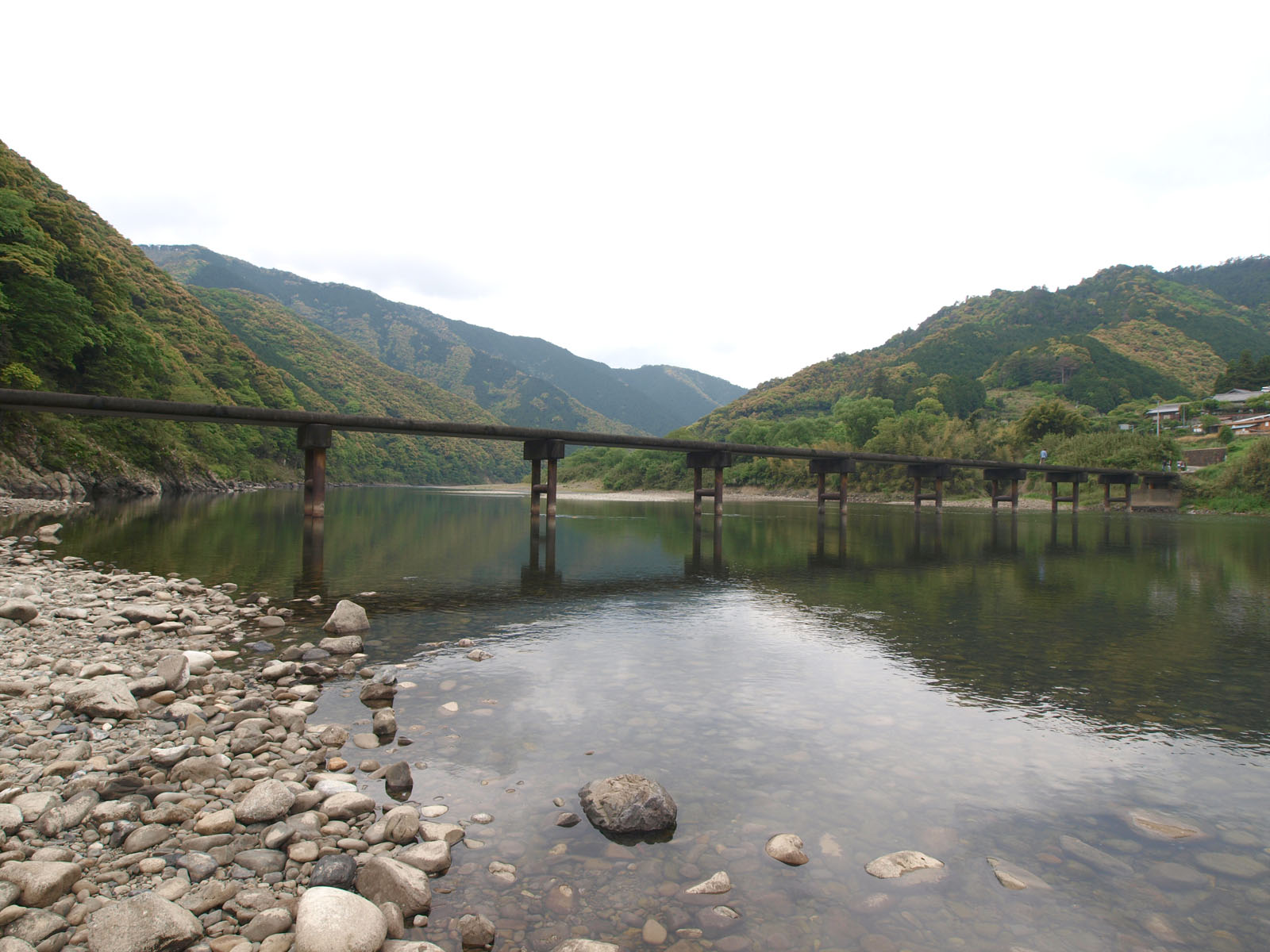
岩間沈下橋（高知県・四万十川、2009年）

徳島県は平野部に吉野川、那賀川、勝浦川水系等の河川が多数流れていることもあり、県内各地に多くの沈下橋が存在する。地元では主に「潜水橋（せんすいきょう）」と呼ばれており、沈下橋という呼称はあまり浸透していない。徳島市など、比較的市街地に近い地域にも潜水橋が多数残っている為、現在でも川を渡るための手段として重要な役割を果たしているが、数が多く利用も多い事から転落事故なども毎年の様に発生。橋を管理する県や自治体には抜水橋への架け替えが利用者から強く求められている状況にあり、一時的な対策として道路の両側に転落防止用のブロックが設置された潜水橋もみられる。
高知県
高知県の四万十川には支流も含め47の沈下橋がある。吉野川流域では潜水橋や潜り橋と呼び、四万十川流域では沈下橋と呼ぶ。1993年に高知県では沈下橋を生活文化遺産ととらえ保存し後世に残すという方針を決定している。2009年には、沈下橋を含む四万十川流域の流通・往来を通じて生じた景観が国の重要文化的景観として選定された。現存する高知県で最古の沈下橋は、1935年に架けられた四万十川の一斗俵沈下橋である。四万十自動車学校が今成橋（佐田沈下橋とも。四万十川にかかる沈下橋としては、最下流で最長）で路上教習を行っている画像がインターネットに投稿されて話題となったことがあるが、これは同橋を生活道路として使用する地元住民向けに行っていた教習であり、付近に中村宿毛道路が整備されるなどしたため、現在は実施されていない。
愛媛県
大洲市には肱川にかかる唯一の沈下橋の冨士橋（長さ約48m）があったが、洪水時に水位上昇の原因になることから2023年11月から撤去工事が行われることになった。

#### 九州地方
九州では、沈下橋は沈み橋と呼ばれている。
大分県
大分県では、一級水系以外に架かるものも含めると合計212ヶ所の沈下橋が確認されている（2007年8月6日現在）。これは、確認されている範囲では、日本の都道府県の中で最も多い数である。その分布も、国東半島に22%、県北部に26%、県南部に40%と、県内各地に広がっている。
前述の通り、現存する日本最古の沈下橋は、大分県杵築市の八坂川に架けられた龍頭橋であり、この橋は日本最古であることを選定理由として2007年に土木学会選奨土木遺産に認定されている。また、大分県内には、1924年に安岐川に架けられた高原橋（国東市安岐地区）、1925年に山国川支流の屋形川に架けられた神迎橋（中津市本耶馬渓町）が残っているが、これらは竜頭橋に続き、それぞれ日本で2番目及び3番目に古い沈下橋である。
数多くの沈下橋の中には、変わった特徴を備えたものもある。宇佐市院内町の津房川と恵良川の合流地点近くの駅館川には三つ又橋というT字型の沈下橋があり、両岸と中州とを結んでいる。佐伯市の番匠川支流の久留須川にも同様にT字型の沈下橋がある。また、日田市天ヶ瀬の久大本線天ヶ瀬駅・豊後中川駅間では、沈下橋が鉄橋の橋脚の間をくぐり抜け、2本の橋が交差しながら玖珠川をまたぐ様子を見ることができる。
大分県日田市と福岡県うきは市の県境にもなっている筑後川の本川には、長さ約95メートルの保木橋が架けられている。

#### ギャラリー
- 小目沼橋（茨城県・小貝川、2009年）
- 川又橋（茨城県・小貝川、2009年） - 橋への取付道路は堤防を乗り越えるため、地図上で特徴的なカーブを描くことが多い。
- 滝馬室橋（埼玉県・荒川、2011年）
- 島田橋（埼玉県・越辺川、2011年） - 木橋（桁下部に鋼材使用）。木組みの流木避け。
- 流川橋（埼玉県・市野川、2009年）- 木橋（コンクリート橋脚）。
- 通り前橋（群馬県・谷田川、2015年）
- 沈下橋（左側）（神奈川県・相模川、1995年）- 右上は後継橋として作られた抜水橋。
- 沈下橋（奈良県・飛鳥川、2016年）
- 沈下橋（三重県・雲出川、2016年）
- 沈下橋（京都府・桂川源流、2016年）
- 沈下橋（兵庫県・志染川、2016年） - 背後に淡河川疏水の御坂サイフォン橋が写る。
- 香美橋（徳島県・吉野川、2009年）
- 川島橋（徳島県・吉野川、2012年） - 四国霊場十番札所と十一番札所間の遍路道となっている[39]。
- 若井沈下橋（高知県・四万十川、2006年）
- 長生沈下橋（高知県・四万十川、2005年）
- 三里沈下橋（高知県・四万十川、2010年）
- 今成橋（佐田沈下橋）（高知県・四万十川、2010年）
- 神迎橋（大分県・屋形川、2011年） - 日本に現存する中で3番目に古い沈下橋。
- 三つ又橋（大分県・駅館川、2011年） - T字型の沈下橋。
- 沈下橋（大分県・玖珠川、2011） - 鉄道橋と交差する沈下橋。

キャプションの数字は撮影年を示す。